# Esclavitud en África

Principales rutas del comercio musulmán de esclavos en África en la Edad Media.

Los sistemas de servidumbre y esclavitud eran comunes en gran parte de África, como lo fueron en casi todo el mundo antiguo. Según reportó el explorador Mungo Park entre 1795 y 1797, entre los pueblos indígenas del interior del África había tres esclavos por cada hombre libre. En el África contemporánea se practica todavía la esclavitud, pese a ser ilegal.
En la mayoría de las sociedades africanas donde la esclavitud era prevalente, las personas esclavizadas fueron tratadas como propiedad y no se les dio los derechos usuales en los sistemas de servidumbre comunes en otras partes del mundo. La esclavitud africana se categoriza en esclavitud autóctona y esclavitud de exportación, dependiendo de si los esclavos se comercializaban internamente o fuera del continente;  en adición a la esclavitud de importación, que incluyó la captura y esclavización de 1.25 millones de esclavos europeos y americanos en África entre 1500 y 1800.  Cuando empezaron el comercio transahariano de esclavos, el comercio árabe de esclavos y muy posteriormente el comercio atlántico de esclavos, muchos de los preexistentes sistemas locales de esclavos cambiaron y comenzó el suministro de cautivos para los mercados de esclavos fuera de África.
La esclavitud en el África histórica se practicaba en muchas formas diferentes. La esclavitud por nacimiento, o por importación,  o deudas, la esclavización de los cautivos de guerra, la esclavitud militar, la esclavitud para la prostitución y la esclavitud penal fueron practicadas todas ellas en partes de África.  La esclavitud con fines domésticos y judiciales fue muy común en toda África. También existía la esclavitud en plantaciones, principalmente en la costa oriental de África y en partes de África occidental. La importancia de la esclavitud  de plantación aumentó durante el siglo XIX, debido a la abolición del comercio de esclavos en el Atlántico.  Muchos estados africanos que dependían del comercio internacional de esclavos reorientaron sus economías hacia el comercio legítimo de bienes producidos por mano de obra esclava.

## Historia de la esclavitud africana
El poder internacional y la riqueza del reino de Cush, durante su etapa meroita (300 a. C.-300 d. C.), descansó, en el ámbito comercial, primeramente en el marfil y los esclavos.

## Captura de esclavos
Entre las tribus africanas, la costumbre era esclavizar a los prisioneros de guerra.  Las tribus o gobiernos africanos más potentes organizaban razias entre tribus o poblados débiles.

## Formas de esclavitud
Han existido en toda África múltiples formas de esclavitud y servidumbre durante la historia, y se forma por las prácticas indígenas de esclavitud, así como la institución romana de la esclavitud y las posteriores esclavitud en el cristianismo, esclavitud en el islamismo y por un tiempo, el comercio atlántico de esclavos. La esclavitud existió en partes de África —igual que en el resto del mundo— y fue una parte de la estructura económica de algunas sociedades durante muchos siglos, aunque la extensión variaba.
Ibn Battuta, que visitó el antiguo reino de Mali a mediados del siglo XIV, relata que los habitantes locales competían entre sí en el número de esclavos y sirvientes que tenían, y le dieron a él mismo un chico esclavo como «regalo del hospitalidad». En el África subsahariana las relaciones de esclavitud eran a menudo complejas, con derechos y libertades dadas a personas sometidas a esclavitud y restricciones en la venta y comercio por parte de sus dueños. Muchas comunidades tenían jerarquías entre los diferentes tipos de esclavos: por ejemplo, diferenciando entre aquellos que habían nacido en esclavitud y los que habían sido capturados en la guerra.
La esclavitud en las culturas africanas en general era más como servidumbre laboral, aunque en ciertas partes de África subsahariana, los esclavos fueron utilizados para sacrificios humanos en rituales anuales, como los rituales practicados por los habitantes de Reino de Dahomey. A menudo los esclavos no eran propiedad personal de otros hombres, ni eran esclavos de manera vitalicia.
Las formas de esclavitud en África estaban estrechamente relacionadas con las estructuras de parentesco. En muchas comunidades africanas, donde no se podía tener tierra en propiedad, se utilizó la esclavización humana como un medio para aumentar la influencia de una persona y ampliar sus conexiones. Esto hizo de los esclavos una parte permanente del apellido del dueño y los hijos de los esclavos podían quedar estrechamente relacionados con los lazos familiares más grandes. Los hijos de esclavos nacidos en las familias podían integrarse en el grupo de parentesco del amo y alcanzar posiciones destacadas dentro de la sociedad, incluso hasta el nivel del amo en algunos casos. Sin embargo, el estigma a menudo se mantuvo y podía haber separaciones estrictas entre los miembros esclavos de un grupo de parentesco y los emparentados con el dueño.

### Esclavitud en propiedad
La esclavitud en propiedad es una relación de servidumbre específica donde el esclavo es tratado como propiedad del dueño. Como tal, el propietario es libre de vender, comerciar, o tratar el esclavo como lo haría con otras propiedades, y los hijos de los esclavos a menudo se mantienen como propiedad del dueño. Hay evidencia de una larga historia de la esclavitud en el valle del río Nilo y el norte de África, pero la evidencia es incompleta sobre el alcance y las prácticas de esclavitud en gran parte del resto del continente antes de los documentos escritos por los comerciantes árabes o europeos.]

### Servicio doméstico
Muchas relaciones de esclavos en África giraron alrededor de la esclavitud doméstica, donde los esclavos trabajaban principalmente en la casa del dueño, pero conservaban algunas libertades. Los esclavos domésticos podían ser considerados como parte de la casa del amo, no se podían vender a otros sin una causa extrema. Los esclavos podían ser propietarios de los beneficios de su trabajo —ya sea en tierra o en productos—, y podían casarse y pasar la tierra a sus hijos en muchos casos.

### Prenda
La prenda o esclavitud por deudas, implicaba el uso de personas como fianza para asegurar el pago de la deuda. El trabajo esclavo es realizado por el deudor o un pariente del deudor —en general un niño—. La prenda era una forma común de garantía en África occidental. Se trataba de la cesión de una persona, o de un miembro de la familia de esta persona, para dar servicio a otra persona que le proporcione crédito. La prenda se relaciona, aunque de manera diferente, a la esclavitud en la mayoría de los conceptualismos, para que el acuerdo pudiese incluir limitaciones, términos específicos del servicio a prestar y que los lazos de parentesco protegerían a la persona de ser vendido como esclavo. La prenda era una práctica común en todo el África occidental antes del contacto con los europeos, incluyendo entre los akan, ewes, gameis, yorubas y edos —en formas modificadas, también existía entre los efika, igbos, ijaws y fon—.

### Esclavitud militar

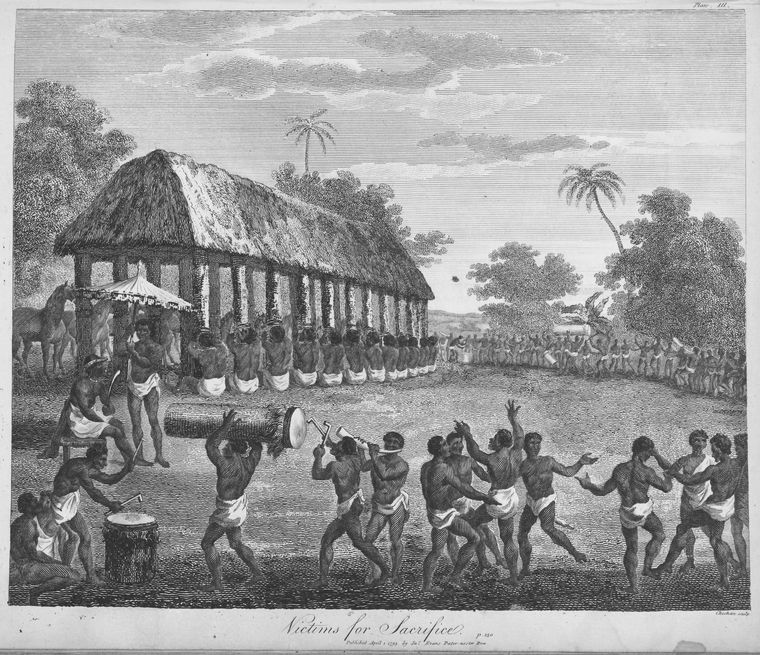
Esclavos para ser sacrificados en las costumbres anuales del Reino de Dahomey. Archibald Dalzel, The history of Dahomy, an inland Kingdom of Africa, 1793.

Los árabes y sus sucesores musulmanes los turcos instituyeron en África la esclavitud militar étnica conformada por esclavos extranjeros; esto es, así como los turcos instalaron en el Egipto africano una casta esclava de asiáticos y europeos (los mamelucos), a su vez los otomano-egipcios crearon a partir de esclavos negros una casta militar extranjera (pero egipciada) en los territorios sudaneses que Egipto conquistó en el s. XIX: los nubis.  Esta casta militar esclava y controlada por Egipto peleó en ése siglo no sólo en el Sudán, sino también en Grecia, Siria, México (como parte del ejército de Maximiliano de México), Tanganica, Somalia, Uganda y Etiopía.  Siguiendo el mismo modelo, mercaderes sudaneses crearon ejércitos esclavos que pelearon en Chad.  La mayoría de nubis fueron capturados en razias en áreas remotas del Sudán; posteriormente, la fuente eran tribus nómadas que pagan sus impuestos al gobierno entregándole esclavos.

### Sacrificio ritual de esclavos
Aunque las evidencias arqueológicas no están claras en el tema antes del contacto europeo, a las sociedades que practicaban sacrificios humanos, las víctimas solían ser los esclavos.  El clímax del mayor festival religioso del reino de Benín era el sacrificio humano, en el cual se empleaban esclavos o transgresores de la autoridad del jefe de la tribu.

### Comercio local de esclavos
Algunas naciones como los ashanti de la actual Ghana y los yorubas de la actual Nigeria estaban involucrados en el tráfico de esclavos. Grupos como la Imbangala de Angola y los nyamwezis de Tanzania servirían como intermediarios o bandas itinerantes, haciendo la guerra a los wstats africanos para capturar gente para la exportación como esclavos. Los historiadores John Thornton y Linda Heywood han proporcionado una estimación de los africanos capturados y vendidos a los europeos en torno al 90% que fueron enviados al comercio de esclavos en el Atlántico. Henry Louis Gates, catedrático de estudios africanos y afroamericanos de Harvard, ha declarado que «sin alianzas comerciales complejas entre las élites africanas y los comerciantes europeos y los agentes comerciales, el comercio de esclavos en el Nuevo Mundo habría sido imposible, al menos en la escala que se convirtió.»

## Prácticas de esclavitud en África

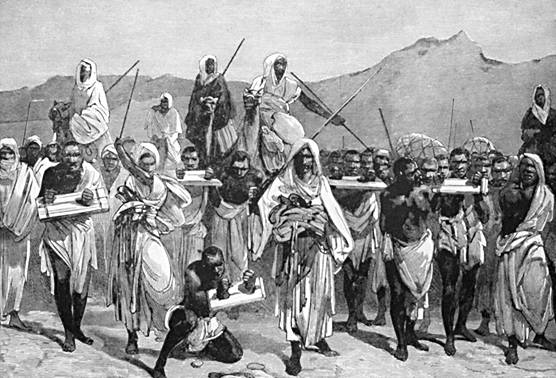
Un grabado del siglo XIX mostrando una caravana que comerciaba con esclavos transportando africanos subsaharianos a través del Sahara.

Como la mayoría de otras regiones del mundo, la esclavitud y el trabajo forzoso han existido en muchos reinos y sociedades de África durante miles de años. No hay disponibles evidencias concretas sobre la esclavitud o la política e instituciones económicas de la esclavitud antes del contacto con la trata de esclavos árabe o atlántico. Los primeros informes europeos de la esclavitud en toda África en la década de 1600 no son fiables porque a menudo mezclan diversas formas de servidumbre con la esclavitud.
Las relaciones complejas y pruebas de historias orales a menudo describen incorrectamente muchas formas de servidumbre o estatus sociales como esclavitud, incluso cuando las prácticas no siguen las conceptualizaciones de esclavitud en otras regiones del mundo.
La mejor evidencia de las prácticas de esclavitud en África provienen de los reinos principales, particularmente a lo largo de la costa, y hay poca evidencia de prácticas de esclavitud generalizada en las sociedades sin estado.
El tráfico de esclavos era más secundario que las otras relaciones comerciales; sin embargo hay evidencia de una ruta de tráfico de esclavos a través del Sahara de la época romana que persistió en la zona después de la caída del imperio romano. Sin embargo, las estructuras de parentesco y los derechos previstos para los esclavos —excepto los capturados en guerra— parece haber limitado el alcance del tráfico de esclavos antes del inicio del tráfico árabe de esclavos y el comercio atlántico de esclavos.

### África septentrional

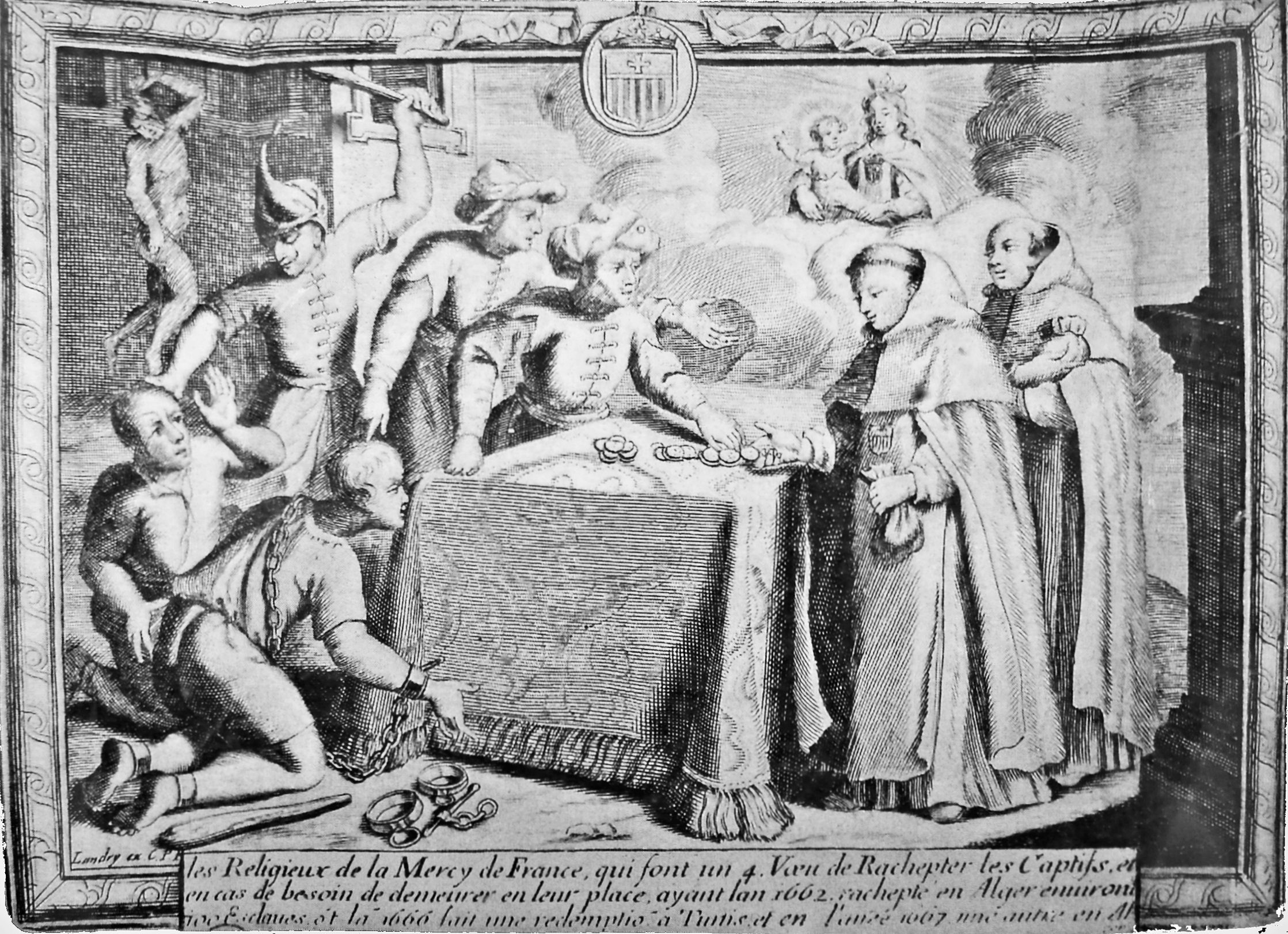
Redención e esclavos cristianos por los monjes católicos en Argel en 1661.

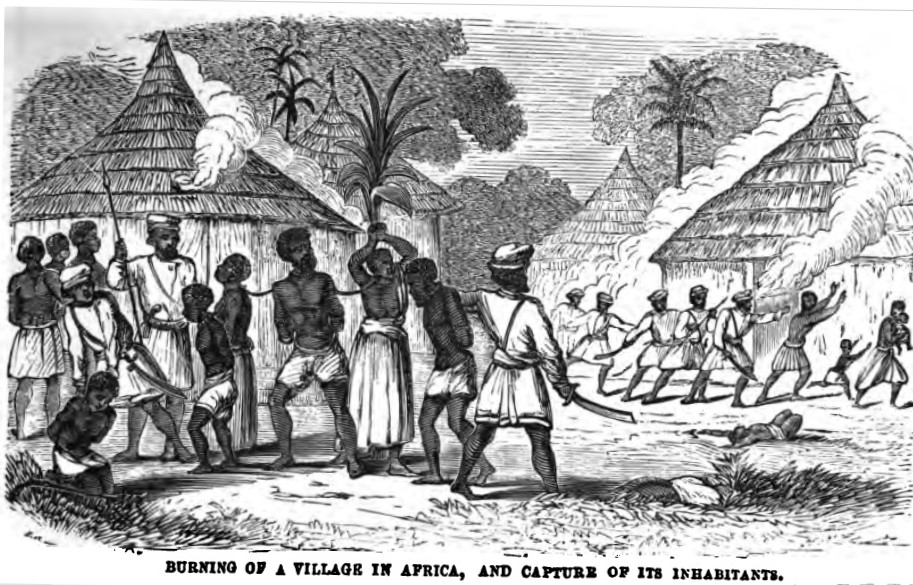
Incendio de un pueblo africano y captura de sus habitantes 1859 (página 12).

La propiedad de esclavos había sido legal y generalizada por toda África del Norte cuando la región estaba controlada por el Imperio Romano (47 aC - 500 dC). La región del Sahel al sur del Sahara proporcionaba muchos de los esclavos africanos vendidos en el norte de África durante este periodo y tuvo un tráfico de esclavos en funcionamiento a través del Sahara. La propiedad de esclavos persistió después de la caída del Imperio Romano en la mayoría de las comunidades cristianas de la región. Después de la expansión islámica en la mayor parte de la región, las prácticas continuaron y finalmente, la esclavitud de propiedad se extendió a las sociedades más importantes en el extremo sur del Sahara, como Mali, Songhai, y Ghana.
El comercio de esclavos medieval en Europa provenía principalmente del Este y Sur: el cristiano Imperio bizantino y el mundo islámico fueron los destinos, Europa Central y Europa Oriental fueron importantes fuentes de esclavos. La Iglesia católica prohibió la exportación de esclavos cristianos a tierras no cristianas, por ejemplo, en el Consejo de Koblenz el año 922, el Consejo de Londres (1102), y el Consejo de Armagh en 1171. Debido a las restricciones religiosas, el comercio de esclavos se llevó a cabo en algunas partes de Europa por los judíos peninsulares —conocidos como radhanitas— que fueron capaces de transferir esclavos paganos de Europa central a través de la Europa Occidental cristiana a los países musulmanes de al-Ándalus y África. Muchos eslavos fueron esclavizados durante tantos siglos, de tal manera que la palabra se convirtió en sinónimo de esclavitud. La derivación de la palabra esclavo encapsula la historia de Europa y explica por qué las dos palabras —esclavo y eslavo— son tan similares; que son, de hecho, históricamente idénticas.
Los mamelucos eran soldados eslavos convertidos al Islam y que sirvieron a los califas musulmanes y los sultanes de la Dinastía ayubí durante la Edad Media. Los primeros mamelucos sirvieron al Califato abasí de Bagdad durante el siglo IX. Con el tiempo, se convirtieron en una poderosa casta militar y en más de una ocasión tomaron el poder por sí mismos, por ejemplo, el poder de Egipto a partir de 1250 a 1517. Desde 1250 Egipto había sido gobernado por la Dinastía bahrí de origen del pueblo Kipchak turco. Los blancos esclavizados del Cáucaso sirvieron en el ejército y formaron un cuerpo de élite de tropas que finalmente se sublevaron en Egipto y formaron la Dinastía buryí.
Más de un millón de europeos fueron capturados por la piratería berberisca y vendidos como esclavos en África del Norte y en el Imperio Otomano entre los siglos XVI y XIX.  Los pueblos y ciudades costeras de Italia, Portugal, España y las islas del Mediterráneo fueron atacados con frecuencia por los piratas y largos tramos de las costas de Italia y España fueron casi completamente abandonados por sus habitantes; después del 1600, los piratas berberiscos a menudo entraron en el Atlántico y atacaron, tan al norte como Islandia. Los corsarios más famosos fueron, entre otros, los otomanos Jeireddín Barbarroja y su hermano mayor Baba Aruj junto con Turgut Reis (conocido como Dragut en Occidente), Murat Reis y Kemal Reis.
En 1544, Jeireddín Barbarroja  capturó Ischia, tomando 4.000 prisioneros y deportando a la esclavitud unos 9.000 habitantes de Lipari, casi toda la población. En 1551 Dragut esclavizó toda la población entera de la isla maltesa de Gozo, entre 5.000 y 6.000, enviándolos a Libia. Cuando los piratas saquearon Vieste en el sur de Italia en 1554 tomaron un número estimado de 7.000 esclavos. En 1555, Turgut Reis navegó a Córcega y saquearon Bastia, tomando 6.000 prisioneros. En 1558 corsarios de Berbería capturaron Ciudadela de Menorca, la destruyeron, masacraron a los habitantes y se llevaron 3000 supervivientes a Estambul como esclavos. En 1563 Turgut Reis desembarcó en las costas de la provincia de Granada y capturó los asentamientos costeros de la zona, como Almuñécar, junto con 4.000 prisioneros. Los piratas berberiscos atacaban con frecuencia las islas Baleares, de lo que resultaron muchas torres de vigilancia costeras e iglesias fortificadas. La amenaza era tan grave que Formentera quedó deshabitada. Todavía en 1798, el islote cercano de Cerdeña fue atacado por los tunecinos que tomaron más de 900 habitantes como esclavos.

Las primeras fuentes modernas están llenas de descripciones de los sufrimientos de los esclavos cristianos en galera de los corsarios de Berbería:

Los que no han visto una galera en el mar, sobre todo en persecución o siendo perseguida, no pueden concebir así el choque que este espectáculo da a un corazón capaz de la menor tintura de conmiseración. Contemplar filas y columnas de medio desnudos, medio muertos de hambre, encadenados a una mesa, de donde no se mueven durante meses juntos normalmente la mitad de un año—, empujados, incluso más allá de las fuerzas humanas, con crueles y repetidos golpes —en su piel desnuda ... .

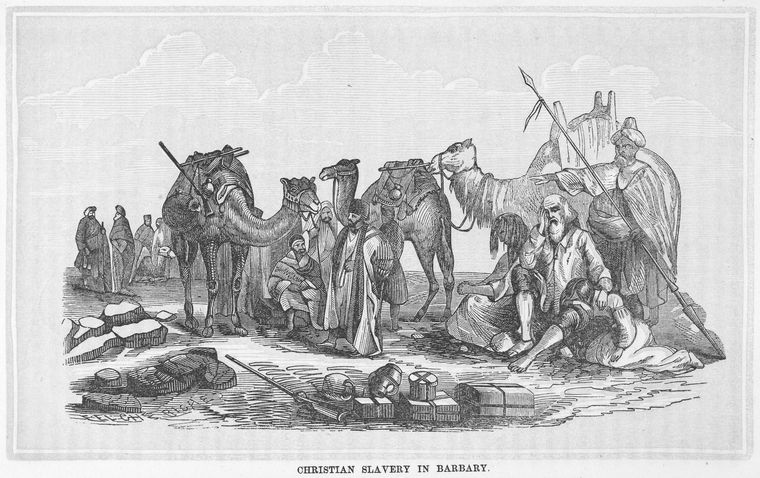
Esclavos cristianos en Berbería.

La sociedad saharaui-morisca del noroeste de África tradicionalmente estaba —y sigue estando, hasta cierto punto— estratificada en varias castas tribales, con las tribus guerreras Hasan gobernando y cobrando tributo de las tribus bereberes sanhadja. Por debajo de ellos había grupos serviles conocidos como haratin, una población negra.

### Cuerno de África

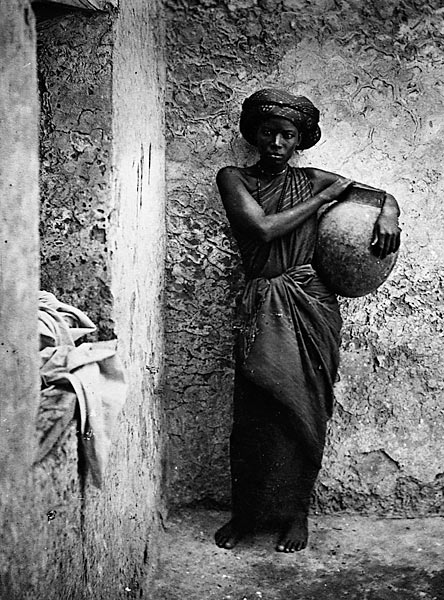
Una mujer bantú somalí esclava en Mogadiscio (1882–1883).

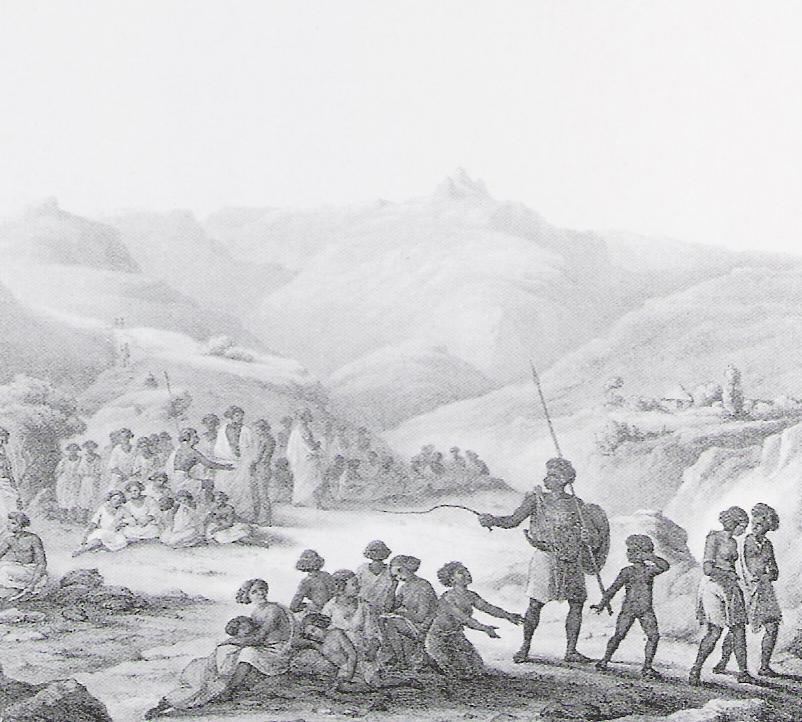
Esclavos en Etiopía,.

En el Cuerno de África, los reyes cristianos del Imperio etíope a menudo exportaron esclavos nilóticos paganos de sus fronteras occidentales, o de los territorios de las tierras bajas recientemente conquistadas o reconquistadas. Los sultanatos musulmanes somalíes y el Pueblo afar o como el sultanato de Adel, también comerciaron por sus puertos esclavos Zanj (bantúes) que habían capturado de su retaguardia.
La esclavitud como se practicaba en Etiopía era esencialmente doméstica. Por lo tanto, los esclavos servían en las casas de sus dueños y no se emplearon de manera significativa en su capacidad productiva. Estaban considerados como miembros de segunda clase de la familia de sus propietarios. El primer intento de abolir la esclavitud en Etiopía fue realizado por el emperador Teodoro II (reinado 1855-1868), aunque el comercio de esclavos no fue abolido legalmente hasta 1923 con el ingreso de Etiopía en la Sociedad de Naciones. La Anti-Slavery Society estimó que había 2 millones de esclavos, a principios de 1930, de una población estimada de entre 8 a 16 millones.  La esclavitud continuó en Etiopía hasta la invasión italiana de octubre de 1935, cuando la institución fue abolida por orden de las fuerzas de ocupación italianas. En respuesta a la presión de los aliados de la Segunda Guerra Mundial, Etiopía oficialmente abolió la esclavitud y la servidumbre involuntaria después de haber recuperado su independencia en 1942. El 26 de agosto de 1942, Haile Selassie emitió una proclama que prohibía la esclavitud.
A los territorios somalíes, los esclavos fueron comprados en el mercado de esclavos exclusivamente para trabajar en plantaciones. Ellos trabajaban bajo el control y por separado de sus dueños somalíes. En cuanto a las consideraciones legales, los esclavos bantúes eran devaluados. Además las costumbres sociales somalíes censuraban, desalentaban y despreciaban cualquier tipo de contacto sexual con esclavos bantúes. La libertad de estos esclavos de las plantaciones se obtenía también en muchos casos a través de la fuga.

### África Central

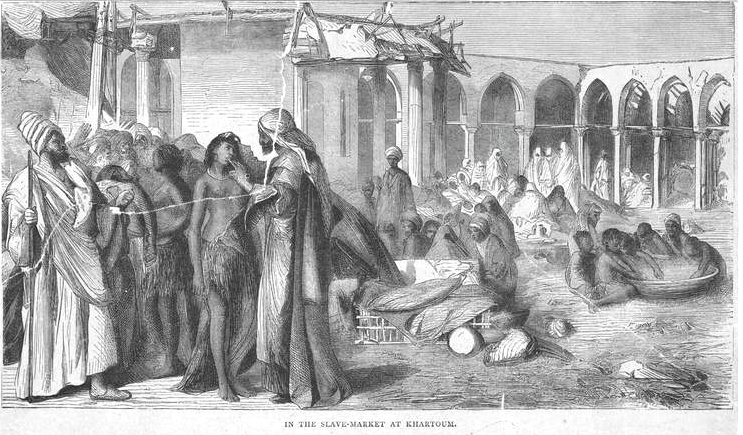
Mercado de esclavos en Jartum, c. 1876.

La tradición oral relata la esclavitud existente en el reino del Congo en el momento de su constitución con Luken lua Nimi esclavizando a Mwene Kabunga, que habían conquistado para establecer el reino. Los primeros escritos portugueses muestran que el reino tenía la esclavitud antes del contacto, pero que eran cautivos de guerra, principalmente del reino de Ndongo.

### África occidental

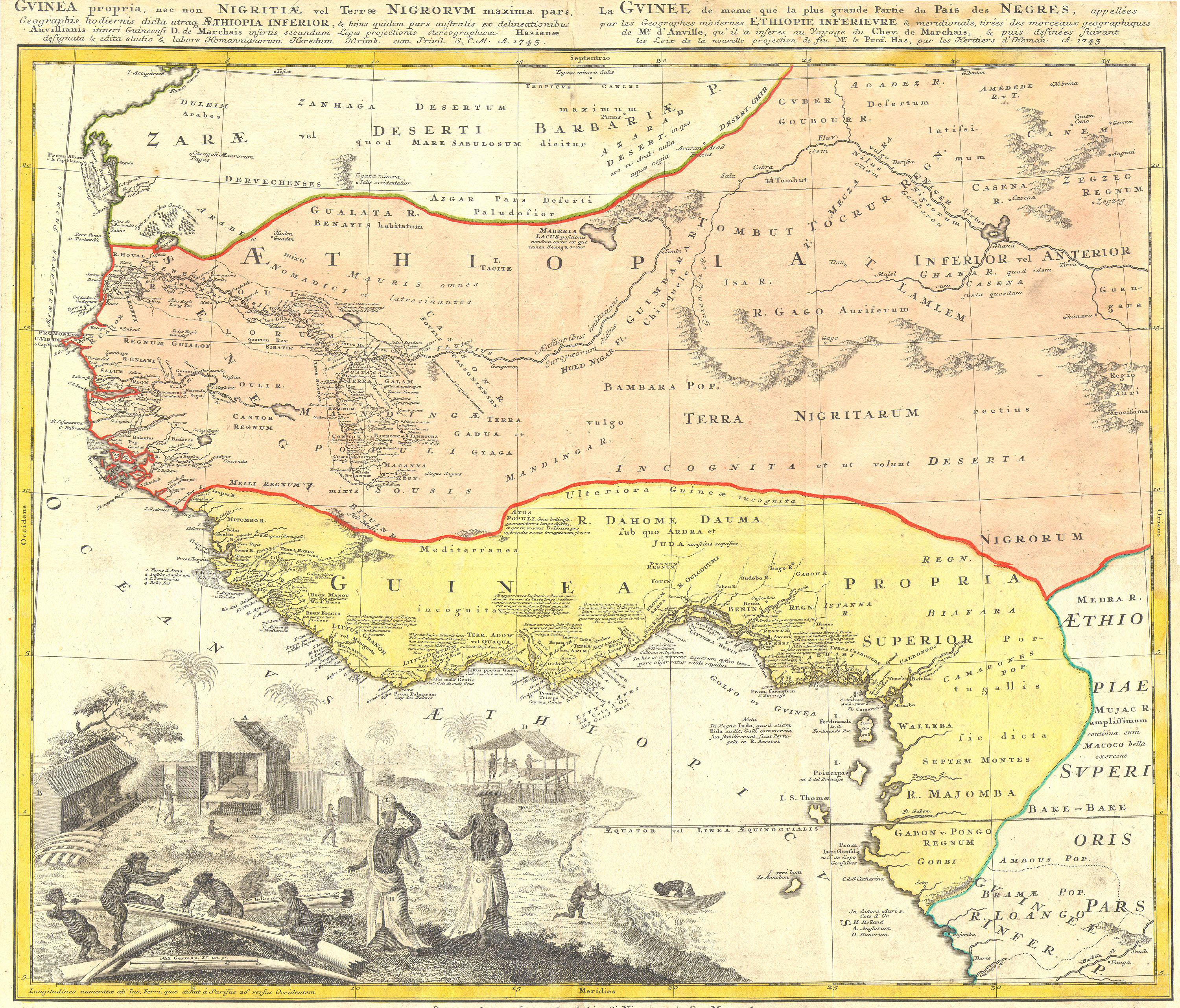
Mapa de Homann Heir del tráfico de esclavos local en África occidental, desde Senegal y Cabo Blanco en Mauritania, por los ríos Cacongo y Barbel, y el lago Ghana en el río Níger de la región Auri (1743).

La esclavitud fue practicada de diversas maneras a las diferentes comunidades de África occidental antes del comercio europeo. Con el desarrollo del comercio trans sahariano de esclavos y las economías de oro en el Sahel occidental, se organizaron en torno a la rata de esclavos una serie de estados como el imperio de Ghana , el imperio de Mali y el imperio songhai. Sin embargo, otras comunidades de África Occidental resistieron en gran medida el comercio de esclavos. Los reinos mossi trataron de hacerse cargo de los puestos clave en el comercio a través del Sahara y, cuando estos esfuerzos fracasaron, los mossi se convirtieron en defensores contra los ataques esclavistas de los estados poderosos del Sahel occidental. Los mossi finalmente entraron en el comercio de esclavos en la década de 1800 con el trata atlántica como mercado principal. Del mismo modo, Walter Rodney no identificó ninguna esclavitud o servidumbre doméstica significativa en los primeros documentos europeos en la región del Alta Guinea, y IA Akinjogbin sostiene que los registros europeos revelan que la trata de esclavos no era una actividad importante a lo largo de la costa controlada por los yorubas y los ajas de la llegada europea. En un documento leído en la Ethnological Society of London en 1866, el virrey de Lokoja, T. Valentine Robins, que acompañó a la expedición por el río Níger a bordo del HMS Investigator en 1864 describió la esclavitud en la región:

Sobre la esclavitud Robins comentó que no era lo que la gente en Inglaterra pensara que fuera. Esto significa, como se encuentra continuamente en esta parte de África, que pertenece a un grupo familiar -no hay trabajo obligatorio, el amo y el esclavo trabajan juntos, comen la misma comida, usan la misma ropa y duermen en las mismas cabañas. Algunos esclavos tienen más esposas que sus dueños. Se da protección a los esclavos y todo lo necesario para su alimentación y la ropa-. Un hombre libre es peor que un esclavo; no puede reclamar su comida a nadie.

Con el inicio de la comercio atlántico de esclavos, la demanda de esclavos en África Occidental aumentó y un número de estados se centró en el comercio de esclavos y la esclavitud doméstica aumentó de manera espectacular.
En Senegambia entre 1300 y 1900 cerca de un tercio de la población fue esclavizada. En los primeros estados islámicos de Sudán occidental, incluyendo Ghana (750-1076), Mali (1235-1645), Segou (1712-1861), y Songhai (1275-1591), alrededor de un tercio de la población eran esclavos. En Sierra Leona en el siglo XIX cerca de la mitad de la población consistía en esclavos. En el siglo XIX, como mínimo, la mitad de la población fue esclavizada entre el pueblo duala  del Camerún y otros pueblos del bajo Níger, el reino del Congo, y el reino Kasanje y los chokwes de Angola. 

Extensión aproximada del califato de Sokoto en el.

Entre los ashanti y yorubas un tercio de la población consistía en esclavos. Alrededor de un tercio de la población del imperio de Kanem (1600-1800) eran esclavos y quizás lo era el 40% de Bornu (1580-1890). Entre 1750 y 1900 a partir de uno a dos tercios de la población total de los estados de la Yihad Fulani consistía en esclavos. La población del califato de Sokoto formado por el pueblo hausa en el norte de Nigeria y Camerún estaba medio esclavizada en el siglo XIX.
Cuando el gobierno británico se impuso por primera vez al califato de Sokoto y las áreas circundantes al norte de Nigeria a la vuelta del siglo XX, aproximadamente de 2 millones a 2,5 millones de personas estaban esclavizadas. La esclavitud en el norte de Nigeria fue prohibida definitivamente en 1936.

### Grandes lagos de África

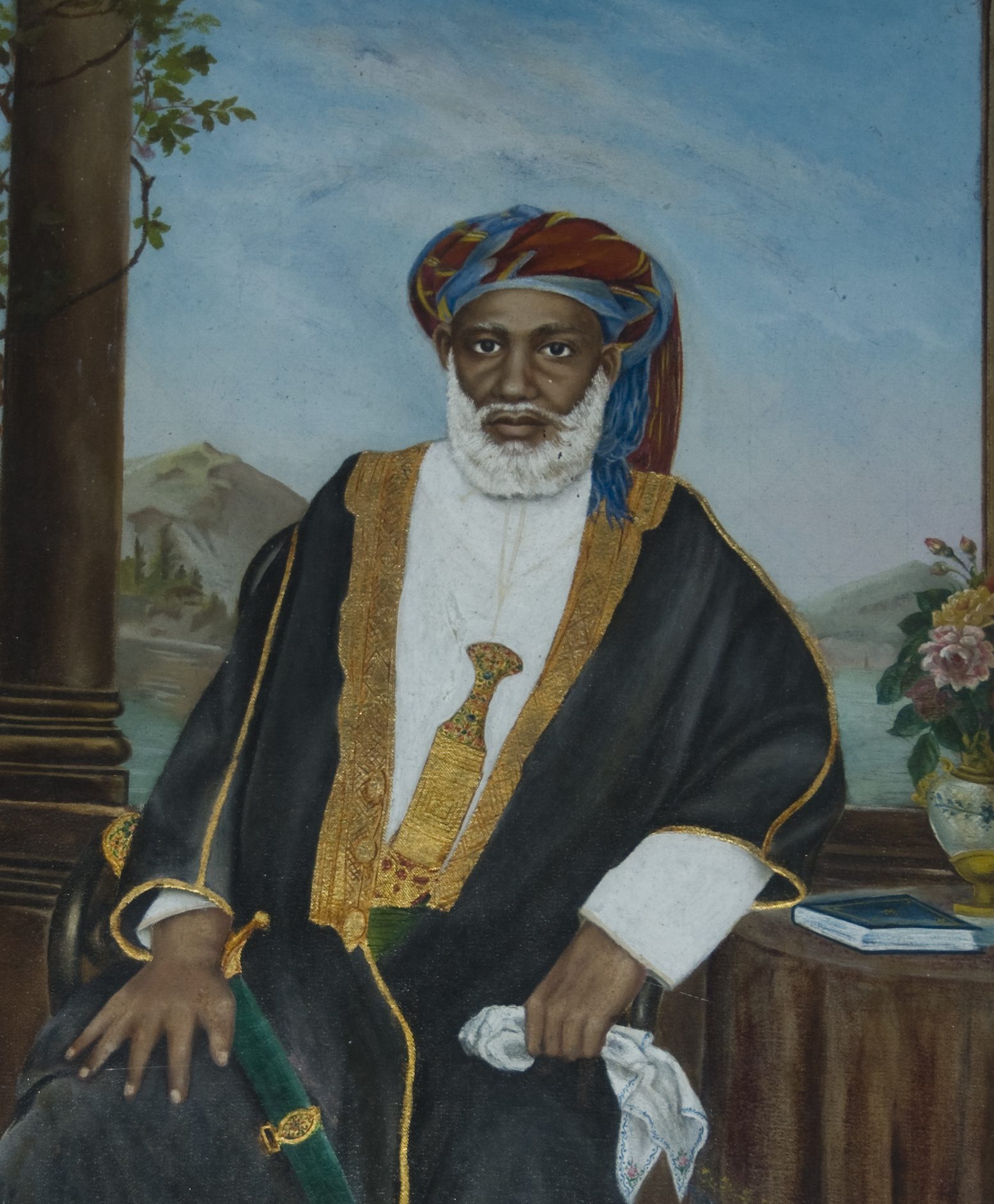
El traficante de esclavos de Zanzíbar Tippu Tip poseía 10,000 esclavos.

Con el comercio marítimo de la región oriental de los Grandes Lagos de África, en Persia, China y la India durante el I milenio, los esclavos se mencionan como un producto de importancia secundaria bajo el oro y marfil. Cuando se ha mencionado, la trata de esclavos parece ser de pequeña escala y en su mayoría implicaban incursiones para capturar esclavos a mujeres y niños a lo largo de las islas de Kilwa Kisiwani, Madagascar y Pemba. Los historiadores Campbell y Alpers sostienen que hubo una gran cantidad de diferentes categorías de trabajo en el África Oriental, y que la distinción entre individuos esclavos y libres no era particularmente relevante en la mayoría de las sociedades. Sin embargo con el aumento del comercio internacional en el siglo XVIII y XIX el sureste de África comenzó a participar de manera significativa en el comercio de esclavos en el Atlántico; por ejemplo, con la firma por el rey de la isla de Kilwa de un tratado con un comerciante francés en 1776 para la entrega de 1.000 esclavos por año.

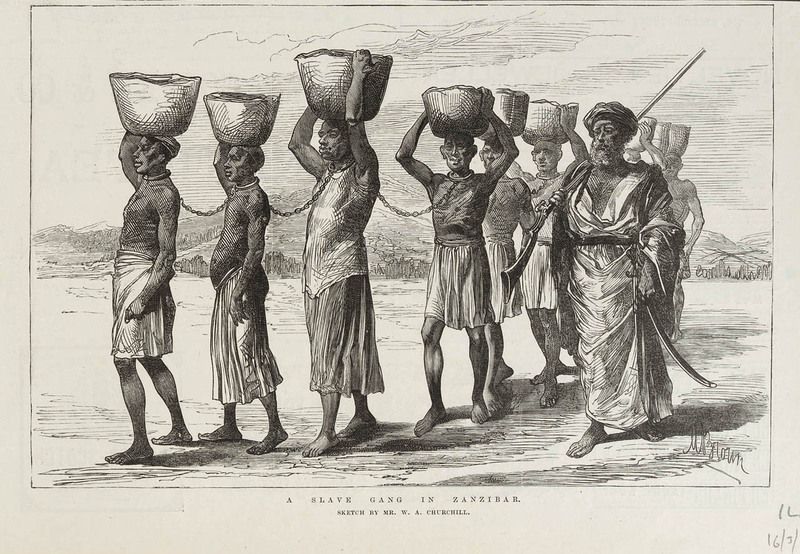
Un grupo de esclavos Zanj en Zanzíbar (1889).

Casi al mismo tiempo, los comerciantes de Omán, India, y el sureste de África iniciaron el establecimiento de plantaciones a lo largo de las costas y en las islas, Proporcionar trabajadores en estas plantaciones, capturar esclavos y la tenencia de esclavos hizo cada vez más importante la región y los comerciantes de esclavos de la región (más notablemente Tippu Tip) llegaron a ser importantes en el ambiente político. El comercio del sudeste de África alcanzó su apogeo en las primeras décadas del 1800 con un máximo de 30.000 esclavos vendidos por año. Sin embargo la esclavitud nunca se convirtió en una parte importante de las economías nacionales, excepto en el sultanato de Zanzíbar, Donde se mantuvieron las plantaciones y la esclavitud agrícola. El autor e historiador Timothy Insoll escribió: «Las cifras registran la exportación de 718.000 esclavos de la costa swahili durante el siglo XIX, y la retención de 769.000 en la costa.»
En la Región de los Grandes Lagos de África (alrededor de la actual Uganda), la evidencia lingüística muestra la existencia de la esclavitud a través de la captura de la guerra, el comercio y la prenda durante cientos de años; sin embargo, estas formas, en particular la prenda, parecen haber aumentado significativamente en los siglos XVIII y XIX.

## Transformaciones de la esclavitud en África
Las relaciones de esclavitud en África han sido transformadas a través de tres procesos a gran escala: el comercio árabe de esclavos, el comercio atlántico de esclavos, y las políticas de emancipación de esclavos y los movimientos en el siglo XIX y XX. Cada uno de estos procesos ha alterado significativamente las formas, el nivel y la economía de la esclavitud en África.
Las prácticas de esclavitud en África se utilizaron durante diferentes períodos para justificar determinadas formas de compromiso europeo con los pueblos de África. Los escritores europeos del siglo XVIII afirmaron que la esclavitud en África era bastante brutal para justificar el comercio atlántico de esclavos. Escritores posteriores utilizaron argumentos similares para justificar la intervención y la eventual colonización por las potencias europeas para poner fin a la esclavitud en África.
Los africanos conocían la dura esclavitud que esperaba a los esclavos en el Nuevo Mundo. Muchas élites africanas visitaron Europa en barcos de esclavos siguiendo los vientos dominantes a través del Nuevo Mundo. Un ejemplo de esto ocurrió cuando Manuel Antonio, el embajador de Congo ante la Santa Sede, fue a Europa en 1604, parando primero en Bahía, Brasil, donde se las arregló para liberar un paisano que había sido esclavizado injustamente. Los monarcas africanos también enviaron a sus hijos por estas mismas rutas de esclavos para ser educados en Europa, y miles de ex esclavos, finalmente, volvieron a instalarse en Liberia y Sierra Leona.

### Comercio transahariano y del Océano Índico
Los árabes exportaron unos 17 millones de esclavos; pese a que el comercio árabe de esclavos que se estableció a partir del siglo VIII empezó con un movimiento a pequeña escala de población en gran parte de la región oriental de los Grandes Lagos y del Sahel, el comercio aumentó progresivamente.  La ley islámica permite la esclavitud, pero prohíbe la esclavitud que implique otros musulmanes; como consecuencia, el objetivo principal de la esclavitud eran los habitantes de las zonas fronterizas del Islam en África. El comercio de esclavos a través del Sahara y en todo el Océano Índico también tiene una larga historia que comienza con el control de las rutas marítimas por los comerciantes afroárabes del siglo IX. Se estima que unos pocos miles de esclavos fueron tomados cada año a partir de la costa del Mar Rojo y el Océano Índico. Eran vendidos por todo el Oriente Medio. Este comercio se aceleró con barcos más grandes debido a una mayor demanda de mano de obra en las plantaciones de la región. Con el tiempo, se esclavizaron decenas de miles por año. A Zanguebar (Costa Suajili), los esclavistas afroárabes capturaron bantúes del interior y los vendían en el litoral. Allí los esclavos eran paulatinamente asimilados en las áreas rurales, en particular en las islas de Unguja y Pemba.
Esto cambió la relación de los esclavos mediante la creación de nuevas formas de empleo para los esclavos —como eunucos para proteger harenes y unidades militares— y la creación de condiciones para la libertad, es decir, la conversión, aunque únicamente liberaría a los hijos de un esclavo. Aunque el nivel del comercio siguió siendo pequeño, la cantidad total de esclavos comerciados creció en un gran número en los varios siglos de su existencia. Debido a su naturaleza pequeña y gradual, el impacto sobre las prácticas de esclavitud en comunidades que no se convirtieron al islam era relativamente pequeño. Sin embargo, en la década de 1800 el comercio de esclavos de África a los países islámicos aumentó de manera significativa. Cuando el comercio europeo de esclavos terminó alrededor de la década de 1850, el tráfico de esclavos hacia el este creció de manera significativa hasta que puso fin la colonización europea de África por el año 1900.

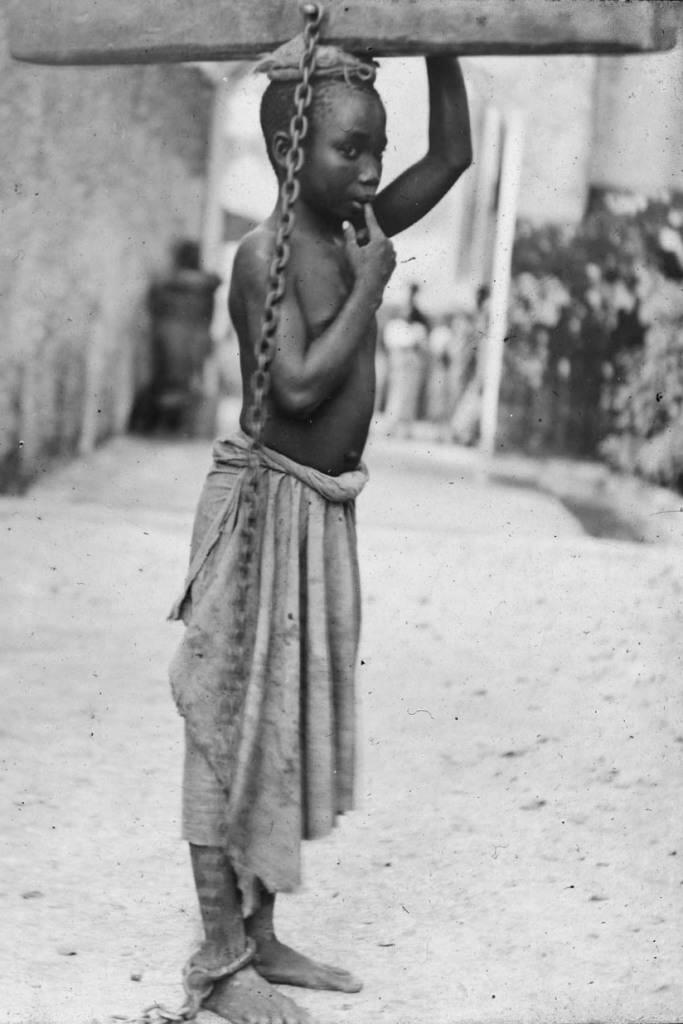
Esclavo castigado por su amo musulmán en Zanzíbar, alrededor de 1890.

En 1814 el explorador suizo Johann Burckhardt escribió sobre sus viajes a Egipto y Nubia, donde vio a la práctica del tráfico de esclavos: «Frecuentemente era testigo de escenas de la más descarada indecencia, en las que los comerciantes, que son los principales actores, se pasaban el tiempo riendo. Podría aventurarse a afirmar, que muy pocas mujeres esclavas que han pasado de su décimo año, llegan a Egipto o Arabia en estado de virginidad.»
David Livingstone escribió del comercio de esclavos: «Voltear sus males es una sencilla imposibilidad ... Vimos una esclava con un disparo o acuchillada en todo el cuerpo y extendida en el camino [los espectadores] dijeron que lo había hecho un árabe que había pasado por la mañana temprano debido a la ira de haber perdido el precio que había dado por ella, porque ella era incapaz de caminar más. Pasamos ante una mujer atada por el cuello a un árbol y muerta .. . Nos encontramos con un hombre muerto de hambre ... la enfermedad más rara que he visto en este país parece realmente ser la insensibilidad, y ataca a los hombres libres que han sido capturados y hechos esclavos.» Livingstone estimó que 80.000 africanos morían cada año antes de llegar al mercado de esclavos de Zanzíbar. Zanzíbar había sido el principal puerto de comercio de esclavos de África Oriental, y bajo los árabes de Omán en el siglo XIX unos 50.000 esclavos pasaban por la ciudad cada año.

### Comercio atlántico de esclavos

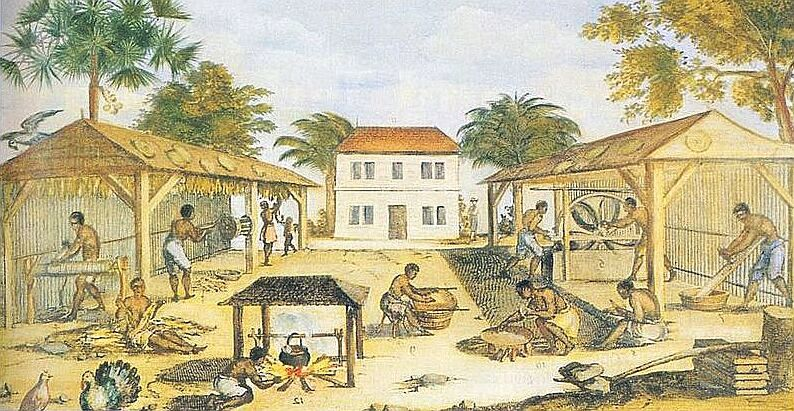
Esclavos africanos trabajando en el en Virginia. Autor desconocido 1670.

El comercio atlántico o trasatlántico de esclavos se realizó a través del Océano Atlántico desde el siglo XV hasta el XIX. El comercio de esclavos en el Atlántico fue significativo en transformar a los africanos de un pequeño porcentaje de la población global de esclavos en 1600 a la mayoría abrumadora de 1800. El comercio de esclavos pasó de ser un aspecto marginal de las economías en el sector más importante en un periodo relativamente corto. Además las plantaciones agrícolas aumentaron significativamente y se convirtió en un aspecto clave en muchas sociedades. Finalmente transformó la distribución tradicional de las prácticas esclavistas.

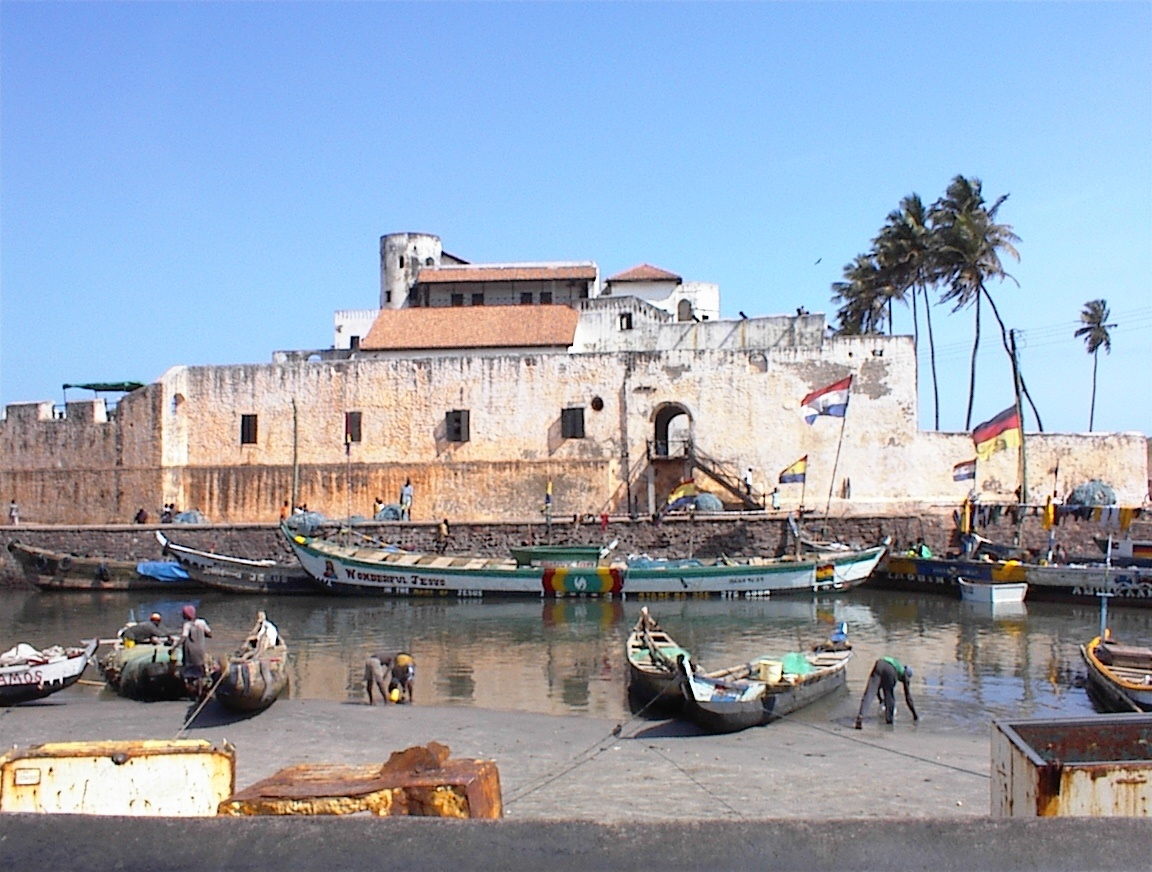
Castillo de San Jorge de la Mina (actual Elmina) en Ghana.

Los primeros europeos en llegar a la costa de Guinea fueron los portugueses; el primer europeo en realidad en comprar esclavos africanos en la región de Guinea fue Antão Gonçalves, un explorador portugués en 1441. Originalmente interesados en el comercio principalmente del oro y especias, establecieron colonias en las islas deshabitadas de Santo Tomé y Príncipe. En el siglo XVI los portugueses encontraron que estas islas volcánicas eran ideales para el cultivo de azúcar. El cultivo de azúcar es una empresa con gran intensidad de mano de obra y los portugueses eran difíciles de atraer a causa del calor, la falta de infraestructura, y la vida dura. Para cultivar el azúcar los portugueses llevaron un gran número de esclavos africanos. El castillo de San Jorge de la Mina en la ciudad de Elmina en la Costa de Oro fue construido originalmente por la mano de obra africana para los portugueses en 1482 y poder controlar el comercio de oro, y se convirtió en un depósito importante de esclavos que iban a ser transportados al Nuevo Mundo.

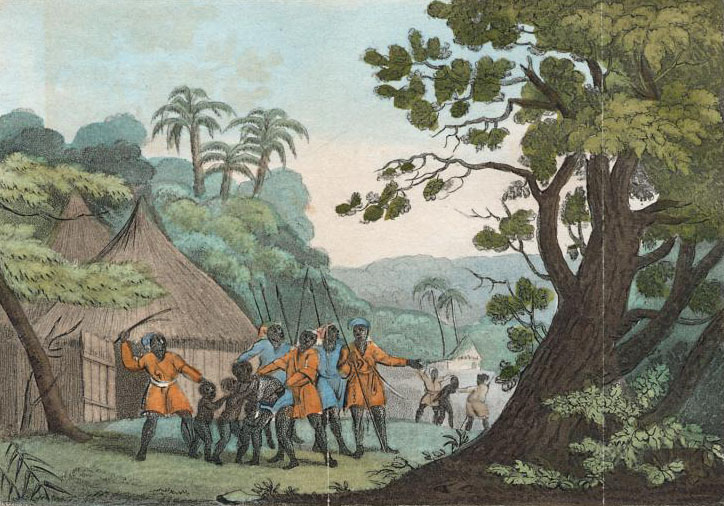
Comercio de esclavos a lo largo del río Senegal, reino de Cayor.

Los españoles fueron los primeros europeos en el traslado de esclavos africanos al Nuevo Mundo en las islas de Cuba y Hispaniola, donde la tasa de mortalidad alarmante en la población nativa había estimulado las primeras leyes reales para proteger la población nativa (leyes de Burgos, 1512-1513). Los primeros esclavos africanos llegaron a Hispaniola en 1501.
El comercio atlántico de esclavos alcanzó su punto máximo a finales del siglo XVIII, cuando fueron capturados el mayor número de esclavos en expediciones hacia el interior de África occidental. El aumento de la demanda de esclavos debido a la expansión de las potencias coloniales europeas en el Nuevo Mundo hicieron la trata de esclavos mucho más lucrativa para las potencias de África occidental, lo que llevó a la creación de una serie de imperios africanos que prosperaron con el comercio de esclavos. Estos fueron el Imperio oyo (yoruba), el reino de Kong, el imanato de Fouta Djallon, el imanato de Futa Toro, El reino de Khasso, el reino de Gabú, la Confederación Fante, el imperio asante y el reino de Dahomey. Estos reinos se basaron en una cultura militarista de guerra constante para generar un gran número de cautivos humanos necesarios para el comercio con los europeos.
Un mordaz recordatorio de esta práctica execrable está documentado en los Debates de la Trata de Esclavos de Inglaterra a principios del siglo XIX: «Todos los viejos escritores ... coinciden en manifestar no únicamente que las guerras son contratadas con el único propósito de hacer esclavos, sino que son fomentadas por los europeos, con vistas a este objeto». La supresión gradual de la esclavitud en los imperios coloniales europeos durante el siglo XIX un provocó el colapso y declive de estos imperios africanos. Cuando las potencias europeas comenzaron a detener el comercio de esclavos en el Atlántico, provocó un nuevo cambio en el que los grandes tenedores de esclavos en África comenzaron a explotar los esclavos en las plantaciones y otros productos agrícolas.

### Abolición
La gran transformación definitiva de las relaciones de esclavos llegó con los esfuerzos inconsistentes de emancipación a partir de la mitad del siglo XIX. A medida que las autoridades europeas  comenzaron a controlar grandes partes de África interior a partir de la década de 1870, las políticas coloniales a menudo eran confusas con el tema. Por ejemplo, incluso cuando la esclavitud fue considerada ilegal, las autoridades coloniales retornaban a los esclavos huidos, a sus dueños. La esclavitud persistió en algunos países bajo dominio colonial y en algunos casos no fue hasta la independencia, de que las prácticas análogas a la esclavitud fueron transformadas significativamente.  Las luchas anticoloniales en África a menudo llevaron esclavos y ex esclavos junto con los dueños y ex dueños a luchar por la independencia; sin embargo, esta cooperación fue de corta duración y los partidos políticos independentistas se formaron con base en las estratificaciones de esclavos y amos. En algunas partes de África, la esclavitud y las prácticas análogas continúan hasta hoy día y su eliminación ha demostrado ser un problema difícil para los gobiernos y la sociedad civil.
Los esfuerzos realizados por los europeos contra la esclavitud y el tráfico de esclavos comenzaron a finales del siglo XVIII y tuvieron un gran impacto en la esclavitud en África. Portugal fue el primer país del continente en abolir la esclavitud en Portugal metropolitano y en la India portuguesa, con un proyecto de ley expedido el 12 de febrero de 1761, pero esto no afectó a sus colonias de Brasil y África. Francia abolió la esclavitud en 1794. Sin embargo, la esclavitud fue restablecida por Napoleón I en 1802 y no se abolió definitivamente hasta 1848. Dinamarca-Noruega  en 1803, se convirtió en el primer país de Europa en poner en práctica la prohibición de la trata de esclavos. La esclavitud en si no fue prohibida hasta el año 1848. Gran Bretaña la siguió en 1807 con la aprobación del acta del Comercio de Esclavos por el Parlamento. Esta ley impuso multas, que aumentaban con el número de esclavos transportados, a los capitanes de los barcos de esclavos. Gran Bretaña siguió a esto con el Ley de abolición de la esclavitud de 1833, que liberó todos los esclavos en el Imperio Británico. la presión británica en otros países dio lugar a un acuerdo para poner fin al tráfico de esclavos desde África. Por ejemplo, la Ley de los Estados Unidos sobre el comercio de esclavos de 1820 consideraba el comercio de esclavos como piratería, que se castigaba con la pena de muerte. Además el imperio otomano abolió el comercio de esclavos de África en 1847 bajo la presión británica.

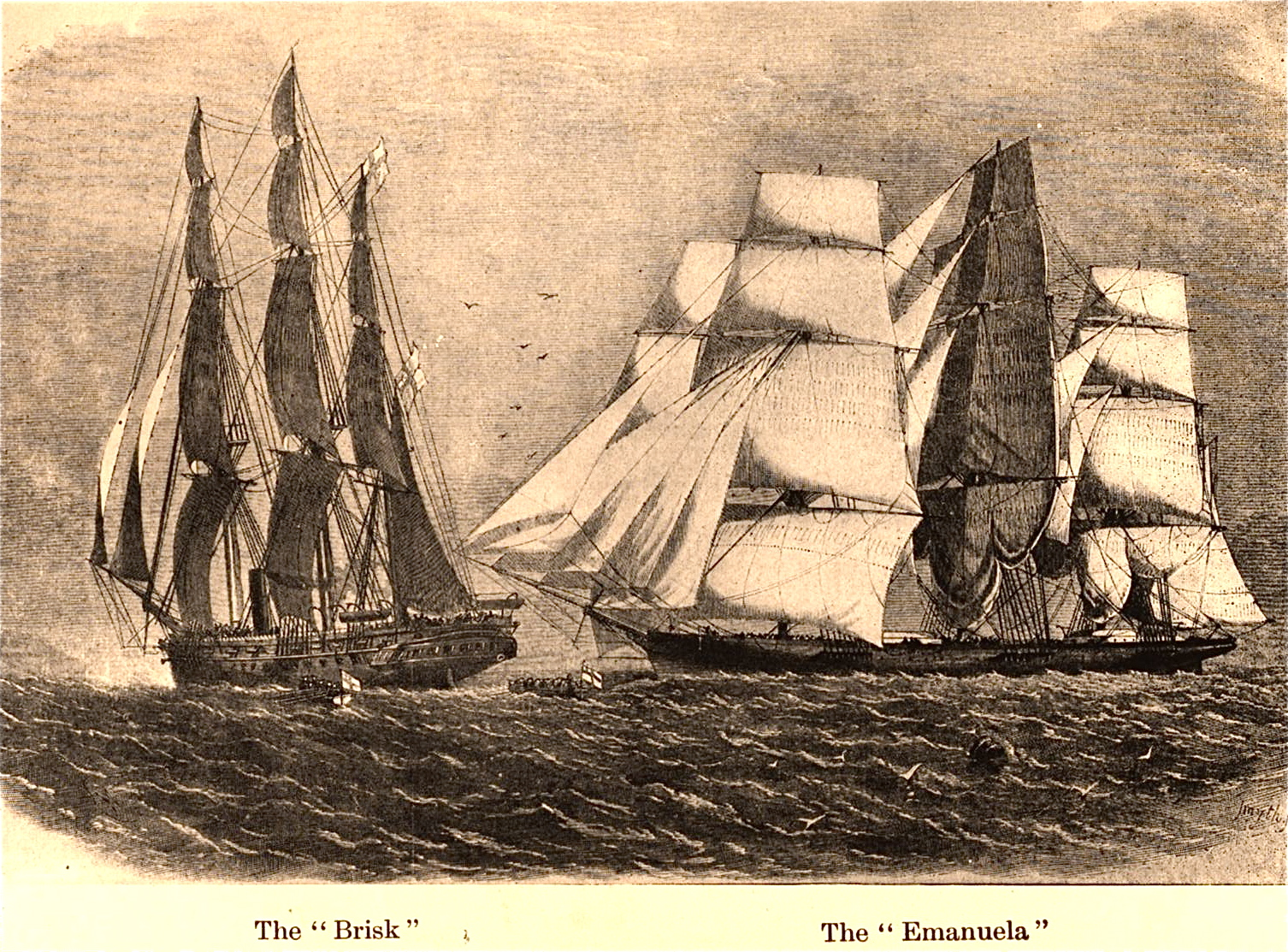
Captura del barco de esclavos Emanuela por HMS Brisk 1851.

Hacia el 1850, año en que el último participante importante en el comercio de esclavos en el Atlántico, Brasil, aprobó la Ley Eusébio de Queirós, prohibiendo el comercio de esclavos, este comercio había disminuido significativamente y, en general, únicamente se mantenía el comercio ilegal. Brasil continuó la práctica de la esclavitud y era la mayor fuente de comercio ilegal hasta 1870, aproximadamente, y la abolición de la esclavitud se hizo permanente en 1888 cuando la princesa Isabel de Brasil, y el ministro Rodrigo Silva prohibieron la práctica. Los británicos tomaron un enfoque activo para detener el comercio ilegal de esclavos en el Atlántico durante este periodo. Al West Africa Squadron se le atribuye la captura de 1.600 barcos de esclavos entre 1808 y 1860, y la liberación de 150.000 africanos que estaban a bordo de estos barcos. También se tomaron acciones contra los líderes africanos que se negaron a aceptar los tratados británicos para prohibir el comercio, por ejemplo, contra la usurpación del rey de Lagos, depuesto en 1851. Los tratados antiesclavistas fueron firmados por más de 50 gobernantes africanos.
Aunque la esclavitud dentro de África había sido de carácter limitado, incluso durante el auge de la trata árabe y atlántica de esclavos, esto cambió en la última mitad del siglo XIX. Patrick Manning explica que «si hay algún momento en el que se puede hablar de sociedades africanas organizadas alrededor de una producción esclavista, [1850-1900] fue ese».

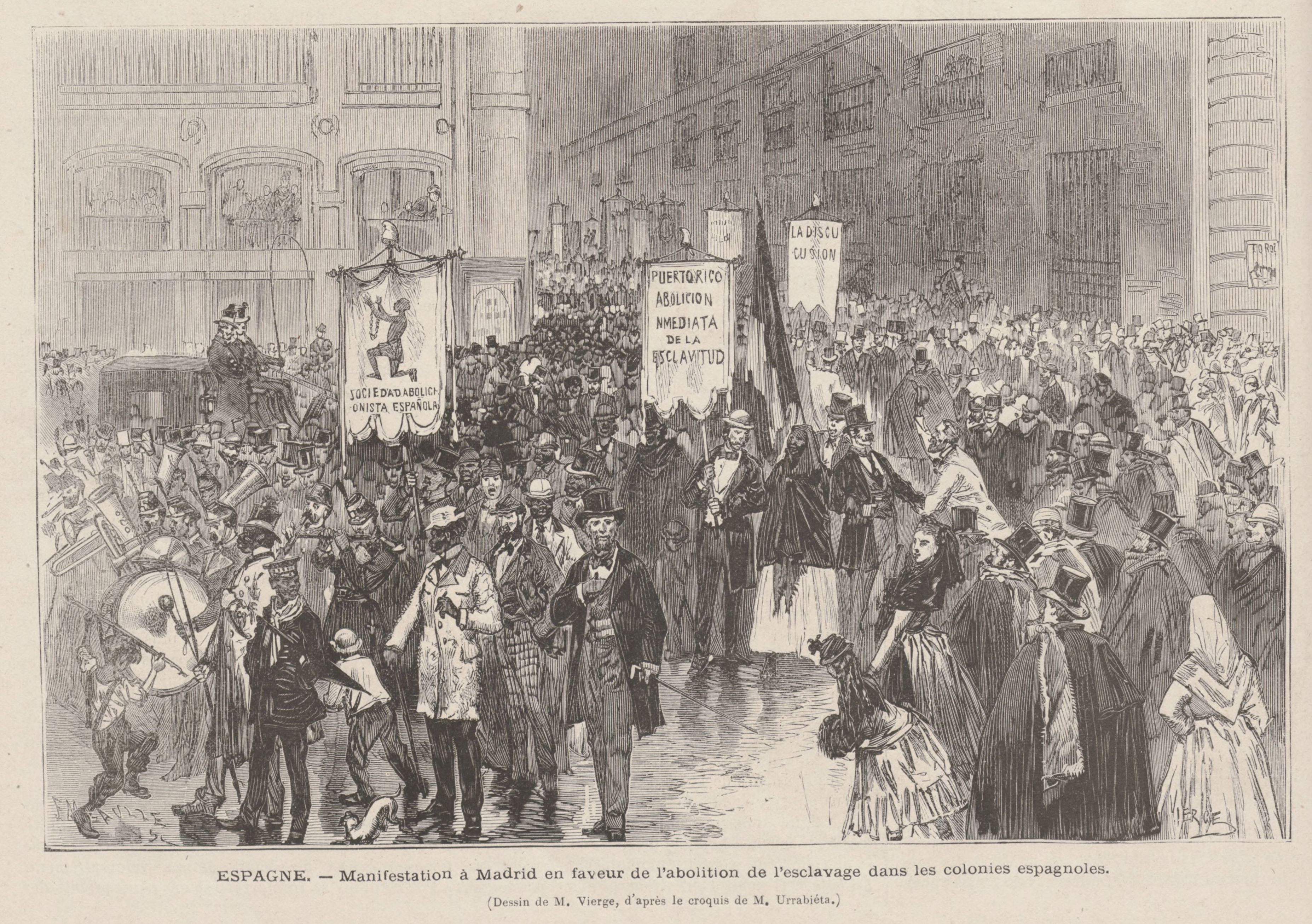
Manifestación en Madrid a favor de la abolición de la esclavitud (1873)

El continuo movimiento contra la esclavitud en Europa se convirtió en una excusa y un casus belli para la conquista y colonización europea de gran parte del continente africano. Fue el tema central de la conferencia de Bruselas contra la esclavitud de 1889 a 1890 . A finales del siglo XIX, el reparto de África terminó rápidamente con el continente dividido entre las potencias imperialistas europeas, y un primer enfoque pero secundario de todo régimen colonial fue la supresión de la esclavitud y el tráfico de esclavos. En respuesta a esta presión, Etiopía abolió oficialmente la esclavitud en 1932, el sultanato de Sokoto abolió la esclavitud en 1900, y el resto de la región del Sahel en 1911. A finales de la época colonial se había logrado un éxito mayoritario en este objetivo, aunque la esclavitud seguía siendo muy activa en el África porque se ha movido gradualmente a una economía remunerada. Las naciones independientes que intentaban occidentalizarse o impresionar a Europa a veces han cultivado una imagen de supresión de la esclavitud, aunque, en el caso de Egipto, contrataron soldados europeos para la expedición al Nilo de Samuel White Baker. La esclavitud no ha sido erradicada en África, y comúnmente aparece en los estados africanos, como Chad, Etiopía, Mali, Níger y Sudán, En lugares donde la ley y el orden han colapsado.
Aunque actualmente está fuera de la ley en todos los países, la esclavitud se practica en secreto en muchas partes del mundo. Se estima que hay 30 millones de víctimas de la esclavitud en todo el mundo. En Mauritania hasta 600.000 hombres, mujeres y niños, el 20% de la población, son esclavizados, muchos de ellos utilizados en trabajo en servidumbre.  La esclavitud en Mauritania fue finalmente criminalizada en agosto de 2007. Durante la segunda guerra civil sudanesa se estima que entre 14.000 y 200.000 personas fueron secuestradas y reducidas a la esclavitud. En el Níger, donde la práctica de la esclavitud fue prohibida en 2003, un estudio encontró que casi el 8% de la población siguen siendo esclavos.

## Efectos

### Demográficos

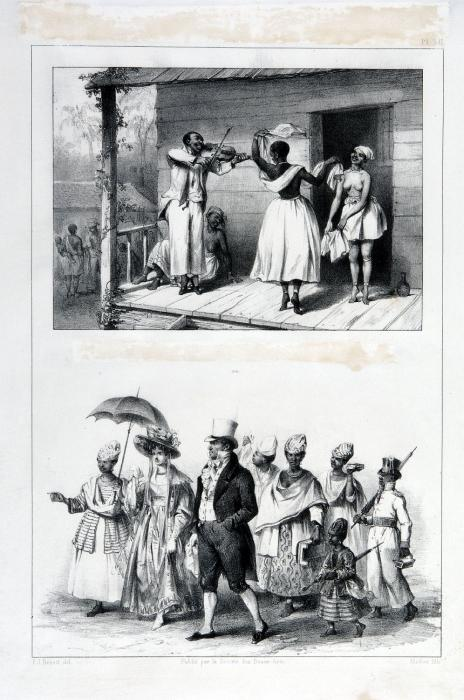
Esclavos en Surinam, a principio del.

La esclavitud y el comercio de esclavos tuvieron un impacto significativo en el tamaño de la población y la distribución del género en gran parte de África. El impacto exacto de estos cambios demográficos ha sido un tema de debate importante. El comercio atlántico de esclavos se llevó a 70.000 personas por año, principalmente de la costa occidental de África, en su punto máximo a mediados de la década de 1700. El comercio árabe de esclavos supuso la captura de pueblos del interior del continente, que luego fueron enviados al exterior a través de los puertos en el Mar Rojo y en otros lugares. Se alcanzó un máximo de 10.000 personas trasladadas por año por el 1600. Según Patrick Manning, el grueso de la población disminuyó en gran parte del África subsahariana como resultado de este comercio de esclavos. Esta disminución de la población en toda África Occidental entre 1650 y 1850 fue exacerbada por la preferencia de los comerciantes por los esclavos masculinos. En África oriental, la trata de esclavos era multi-direccional y cambiaba con el tiempo. Para satisfacer la demanda de trabajo de baja categoría, los esclavos zanj capturados en el interior sur se vendían a través de los puertos en la costa norte, en gran número acumulativo a lo largo de los siglos, los clientes del valle del Nilo, Cuerno de África, península arábiga, golfo Pérsico, Extremo Oriente y las islas del Océano Índico.

### Extensión de la esclavitud
La extensión de la esclavitud en África y el comercio de esclavos en otras regiones no se conoce con precisión. Aunque el comercio de esclavos en el Atlántico ha sido mejor estudiado, las estimaciones van de 8 millones de personas a 20 millones. La Trans-Atlantic Slave Trade Database estima que el comercio atlántico de esclavos capturó alrededor de 12,8 millones de personas entre 1450 y 1900. El tráfico de esclavos a través del Sahara y el Mar Rojo desde el Sahara, el Cuerno de África y África oriental, se ha estimado en 6,2 millones de personas entre 600 y 1600. Aunque la tasa se redujo en África oriental por 1700, aumentó desde el 1800 y se estima en 1,65 millones de este siglo.

### Debate sobre el efecto demográfico
Los efectos demográficos de la trata de esclavos son algunos de los temas más controvertidos y debatidos. Walter Rodney argumentó que la exportación de tanta gente había sido un desastre demográfico y había dejado África en permanente desventaja en comparación con otras partes del mundo, y que esto explica en gran medida la continuación de la pobreza del continente. Ha presentado números que muestran que la población de África se estancó durante este periodo, mientras que la de Europa y Asia creció de manera espectacular. De acuerdo con Rodney todas las otras áreas de la economía se vieron afectadas por la trata de esclavos ya que los mejores comerciantes abandonaron las industrias tradicionales para hacerse esclavistas y los niveles más bajos de la población se vieron afectados por la misma esclavitud.
Otros han desafiado este punto de vista. JD Fage comparó el efecto numérico en el continente en su conjunto. David Eltis ha comparado los números a la tasa de emigración de Europa durante este periodo. Únicamente en el siglo XIX más de 50 millones de personas abandonaron Europa hacia las Américas, una tasa mucho más alta que las tomadas de África.
Otros, a su vez cambiado esta visión. Joseph E. Inikori sostiene que la historia de la región muestra que los efectos eran aún bastante perjudiciales. Sostiene que el modelo económico de África del período fue muy diferente del europeo, y no podía sostener estas pérdidas de población. Las reducciones de población en determinadas zonas también dieron lugar a problemas generalizados. Inikori también señala que casi inmediatamente después de la supresión del tráfico de esclavos la población de África empezó a aumentar rápidamente, incluso antes de la introducción de los medicamentos modernos.

### Efecto sobre la economía de África

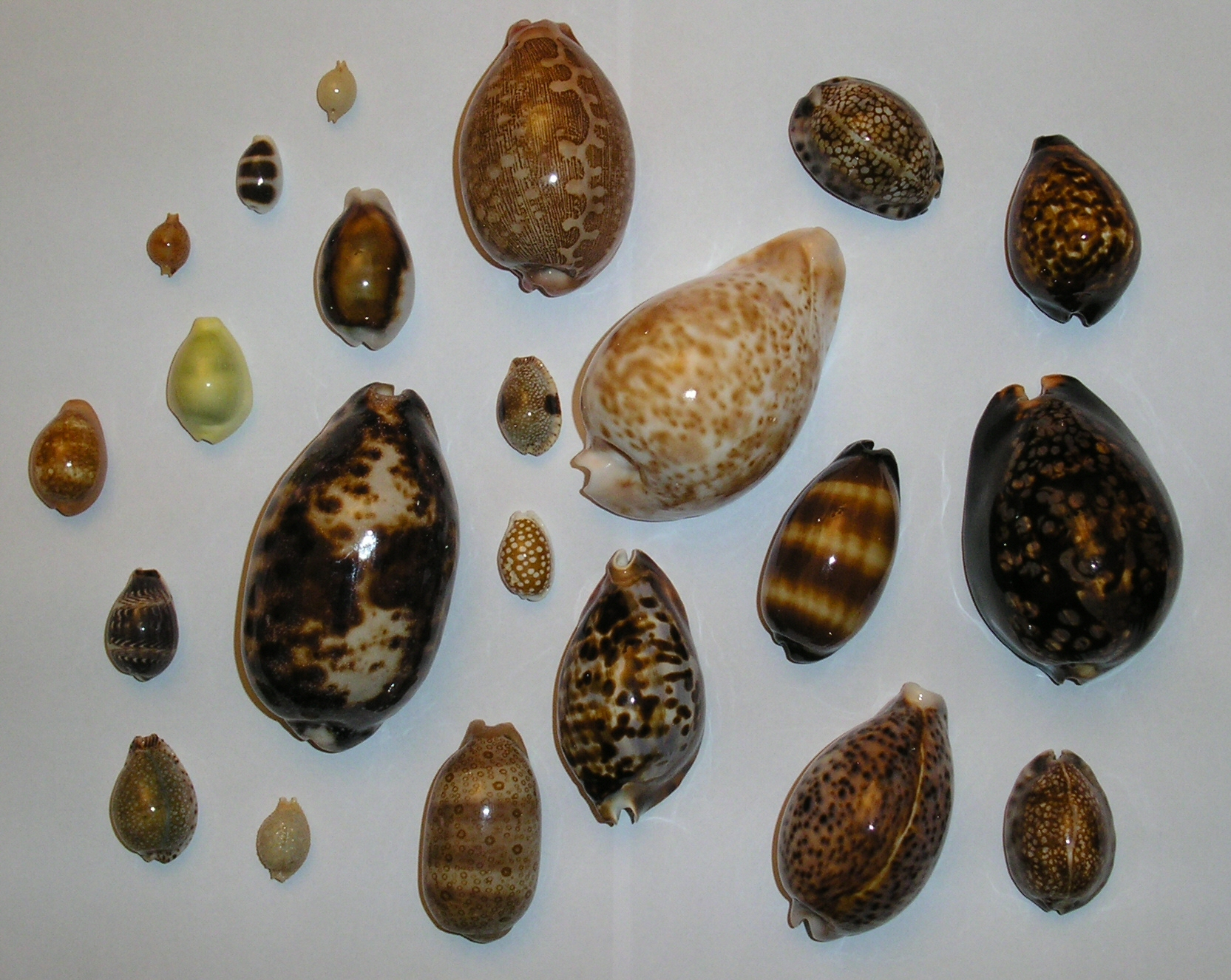
Las conchas fueron usadas como monedas para comprar esclavos.

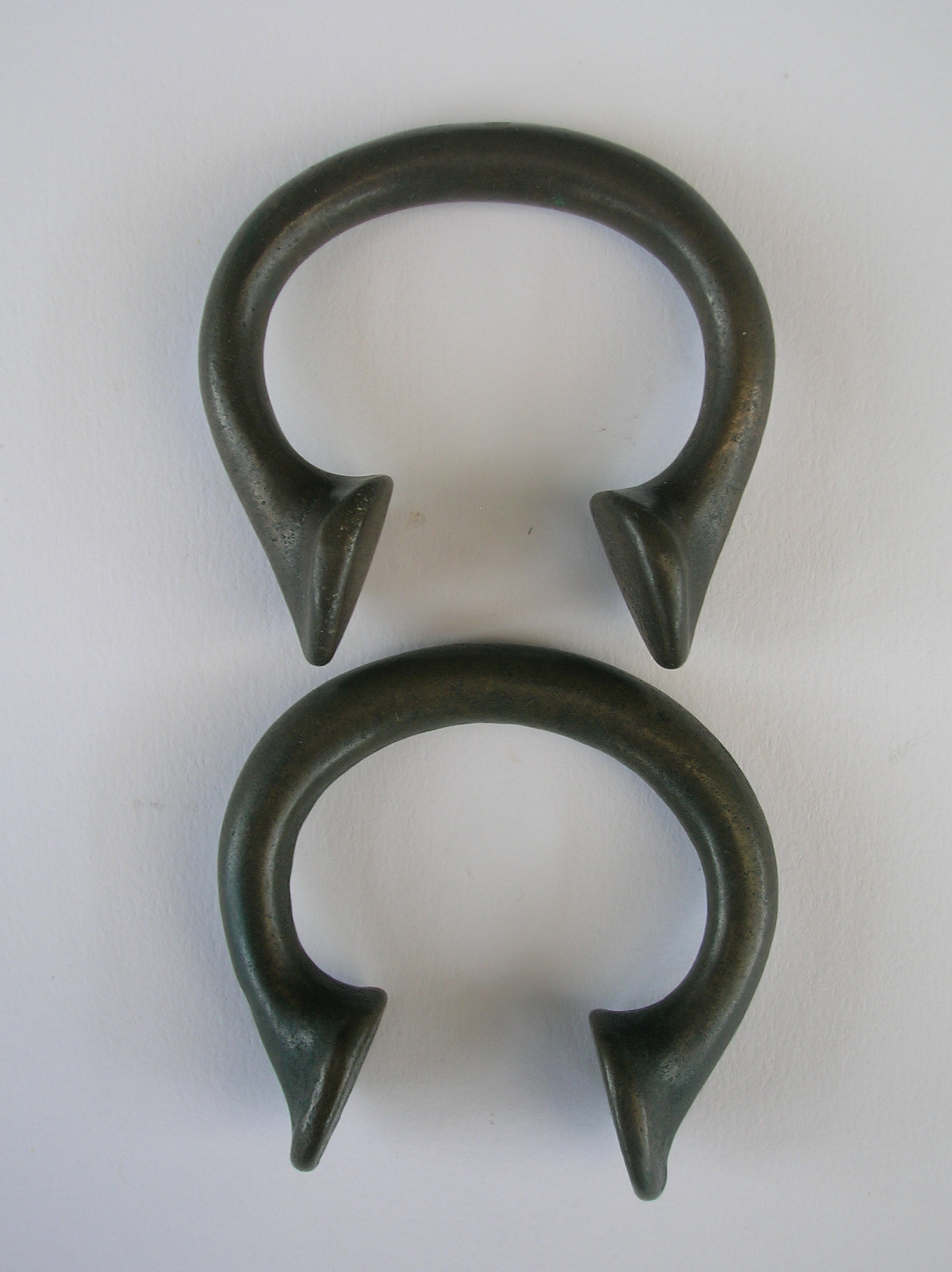
Dos manillas ligeramente diferentes usadas para la compra de esclavos.

Hay un largo debate entre los analistas y académicos sobre los efectos destructivos del comercio de esclavos. A menudo se afirma que la trata de esclavos socavan las economías locales y la estabilidad política para que la fuerza de trabajo vital de los pueblos se enviaron al exterior y que las redadas de esclavos y las guerras civiles se convirtieron en una cosa común. Con el surgimiento de un gran comercio de esclavos, impulsado por las necesidades europeas, esclavizando a su enemigo se convirtió menos una consecuencia de la guerra y cada vez más una razón para ir a la guerra. Se afirma que la trata de esclavos impidió la formación de grupos étnicos más grandes, provocando faccionalismo étnico y el debilitamiento de la formación de las estructuras políticas estables en muchos lugares. También se afirma que se ha reducido la salud mental y el desarrollo social de los africanos.
En contraste con estos argumentos, JD Fage afirma que la esclavitud no tuvo un efecto totalmente desastroso en las sociedades de África. Los esclavos eran un producto caro, y los comerciantes recibieron una gran cantidad a cambio de cada persona esclavizada. En el punto álgido de la trata cientos de miles de fusiles, grandes cantidades de tela, pólvora y metales fueron enviados a Guinea. La mayor parte de este dinero se gastó en armas de fuego de fabricación británica, de muy mala calidad, y el alcohol de graduación industrial. El comercio con Europa en el auge del comercio de esclavos también incluía importantes exportaciones de oro y marfil, que era de unos 3,5 millones de libras esterlinas por año. Por el contrario, el comercio del Reino Unido, La super potencia económica de la época, fue de alrededor de 14 millones de libras por año durante este mismo periodo de finales del siglo XVIII. Como ha señalado Patrick Manning, la gran mayoría de los artículos intercambiados por esclavos eran como bienes de lujo. Los textiles, mineral de hierro, monedas y sal fueron algunos de los productos más importantes importados como resultado del tráfico de esclavos, y estos bienes se extendieron dentro de toda la sociedad elevando el nivel de vida general.

### Efecto sobre la economía de Europa
Karl Marx en su historia económica del capitalismo, Das Kapital, afirmaba que «... la conversión de África en una madriguera para la caza comercial de pieles negras [es decir, la trata de esclavos], señala los albores de la era de producción capitalista». Sostuvo que la trata de esclavos era parte de lo que él llamaba la «acumulación primitiva» del capital europeo, la acumulación «no capitalista» de la riqueza que precedió y crear las condiciones financieras para la industrialización de Gran Bretaña.
Eric Eustace Williams ha escrito sobre la contribución de los africanos en base de las ganancias del tráfico de esclavos y la esclavitud, con el argumento de que el empleo de estos beneficios se utilizaron para ayudar a financiar la industrialización de Gran Bretaña. Sostiene que la esclavitud de los africanos era un elemento esencial de la revolución industrial, y que la riqueza europea fue, en parte, resultado de la esclavitud, pero que en el momento de su abolición había perdido su rentabilidad y estaba en el interés económico de Gran Bretaña prohibirla. Joseph Inikori ha escrito que el comercio británico de esclavos era más rentable que los críticos de Williams creen. Otros investigadores e historiadores se han opuesto firmemente lo que ha llegado a ser conocida como la «tesi Williams» en el món acadèmic: David Richardson ha llegado a la conclusión de que los beneficios del tráfico de esclavos ascendieron a menos del 1% de la inversión nacional de Gran Bretaña,  y el historiador económico Stanley Engerman encuentra que incluso sin restar los costes asociados a la trata de esclavos —por ejemplo, gastos de envío, la mortalidad de esclavos, la mortalidad de los blancos en África, los gastos de defensa— o la reinversión de las ganancias en el comercio de esclavos, los beneficios totales del tráfico de esclavos y de las plantaciones de las indias Occidentales ascendieron a menos del 5% de la economía británica durante cualquier año de la Revolución Industrial. El historidores Richard Pares, en un artículo escrito antes del libro de Williams, descarta la influencia de la riqueza generada a partir de la plantaciones de las Indias Occidentales sobre la financiación de la revolución industrial, con indicación de que cualquiera que sea el flujo sustancial de la inversión de las ganancias de las indias Occidentales en la industria no se produjo después de la emancipación. Findlay y O'Rourke señalaron que las cifras presentadas por O'Brien (1982) para apoyar su afirmación de que «la periferia era periférica» sugieren lo contrario, con beneficios procedentes de la periferia en 1784-1786 de 5.660.000 £ cuando había 10,30 millones £ de inversión bruta total en la economía británica y proporciones similares para 1824-1826. Señalan que menospreciar la importancia de los beneficios de la esclavización de seres humanos porque era una «pequeña proporción del ingreso nacional», podía ser utilizado para argumentar que no hubo revolución industrial, ya que la industria moderna proporciona nada más un pequeño porcentaje de la renta nacional y que es un error suponer que «pequeño tamaño» es lo mismo que «poca importancia». Findlay y O'Rourke también señalan que la participación de los productos de exportación estadounidenses que producían los seres humanos esclavizados, pasó del 54% entre el 1501 y 1550 al 82,5% entre 1761-1780.
Seymour Drescher y Robert Anstey sostienen que la trata de esclavos siguió siendo rentable hasta el final, debido a las innovaciones en la agricultura, y que la reforma moral, no el incentivo económico, fue el principal responsable de la abolición.
Un debate similar ha tenido lugar en las otras naciones europeas. El comercio de esclavos francés, se argumenta, era más rentable que las inversiones nacionales alternativas, y probablemente alentó la acumulación de capital antes de la revolución industrial y las guerras napoleónicas.

### Racismo
Hay indicios de que los esclavistas africanos de Egipto en la Edad Media veían a los negros y a los cristianos africanos como más fácil presa que a otros africanos.
Maulana Karenga establece que los efectos del tráfico atlántico de esclavos en los cautivos africanos era: «la moralmente monstruosa destrucción de la posibilidad humana que implicaba la redefinición de la humanidad africana en el mundo, envenenando el pasado, las relaciones presentes y futuras con otros que únicamente conocemos nosotros a través de este estereotipo y por lo tanto dañan las relaciones verdaderamente humanas entre las personas de hoy en día».